# Conus roseorapum
Espèce
Statut de conservation UICN

 LC  : Préoccupation mineure
Conus roseorapum est une espèce de mollusques gastéropodes marins de la famille des Conidae.
Comme toutes les espèces du genre Conus, ces escargots sont prédateurs et venimeux. Ils sont capables de « piquer » les humains et doivent donc être manipulés avec précaution, voire pas du tout.

## Description
Description originale : « Coquille obconique, de taille moyenne jusqu'à 70 mm, avec une spire plate et un apex à double corne à pointe aiguë, constituée de onze verticilles, les quatre premiers post-nucléaires étant nettement étagés et obsolètes ; les six suivants ayant un sommet plat, se terminant par un avant-dernier verticille ondulé donnant à son épaule anguleuse une apparence couronnée. La surface des verticilles est striée en spirale avec une suture modérément cannelée. Le verticille du corps est subcylindriquement allongé, avec des côtés droits effilés, plissé avec des sillons indistincts à sa base. La coquille a un éclat cireux distinct avec une couleur de fond rose brunâtre et est entourée à sa section médiane d'une bande d'une nuance plus pâle. La coloration est également présente en violet et en brun laiteux. Le corps lui-même ne présente aucune maculation, mais la flèche est parsemée de taches brun foncé, certaines étant arquées, selon un motif irrégulier. La coquille est comparativement légère, avec une lèvre extérieure tranchante ; son ouverture est latéralement étroite, de couleur lavande à l'intérieur ».
La taille de la coquille varie entre 32 mm et 80 mm.

## Distribution
Locus typicus: « Île de Bohol, Philippines ».
Cette espèce marine est présente au large des Philippines et dans la mer de Chine méridionale.

### Niveau de risque d’extinction de l’espèce
Selon l'analyse de l'UICN réalisée en 2011 pour la définition du niveau de risque d'extinction, cette espèce est présente dans la mer de Chine méridionale, y compris au Japon. On la trouve également dans l'ensemble des Philippines et aussi dans les îles Salomon. Elle est commune dans les eaux profondes. Il n'y a pas de menaces majeures connues pour cette espèce. Elle est classée dans la catégorie " préoccupation mineure ".

## Taxonomie

### Publication originale
L'espèce Conus roseorapum a été décrite pour la première fois en 1990 par les malacologistes Gabriella Raybaudi Massilia et António José da Motta (d) dans « La Conchiglia »,.

### Synonymes
- Conus (Splinoconus) roseorapum G. Raybaudi & da Motta, 1990 · appellation alternative
- Kioconus roseorapum (G. Raybaudi & da Motta, 1990) · non accepté